# Воскотопка

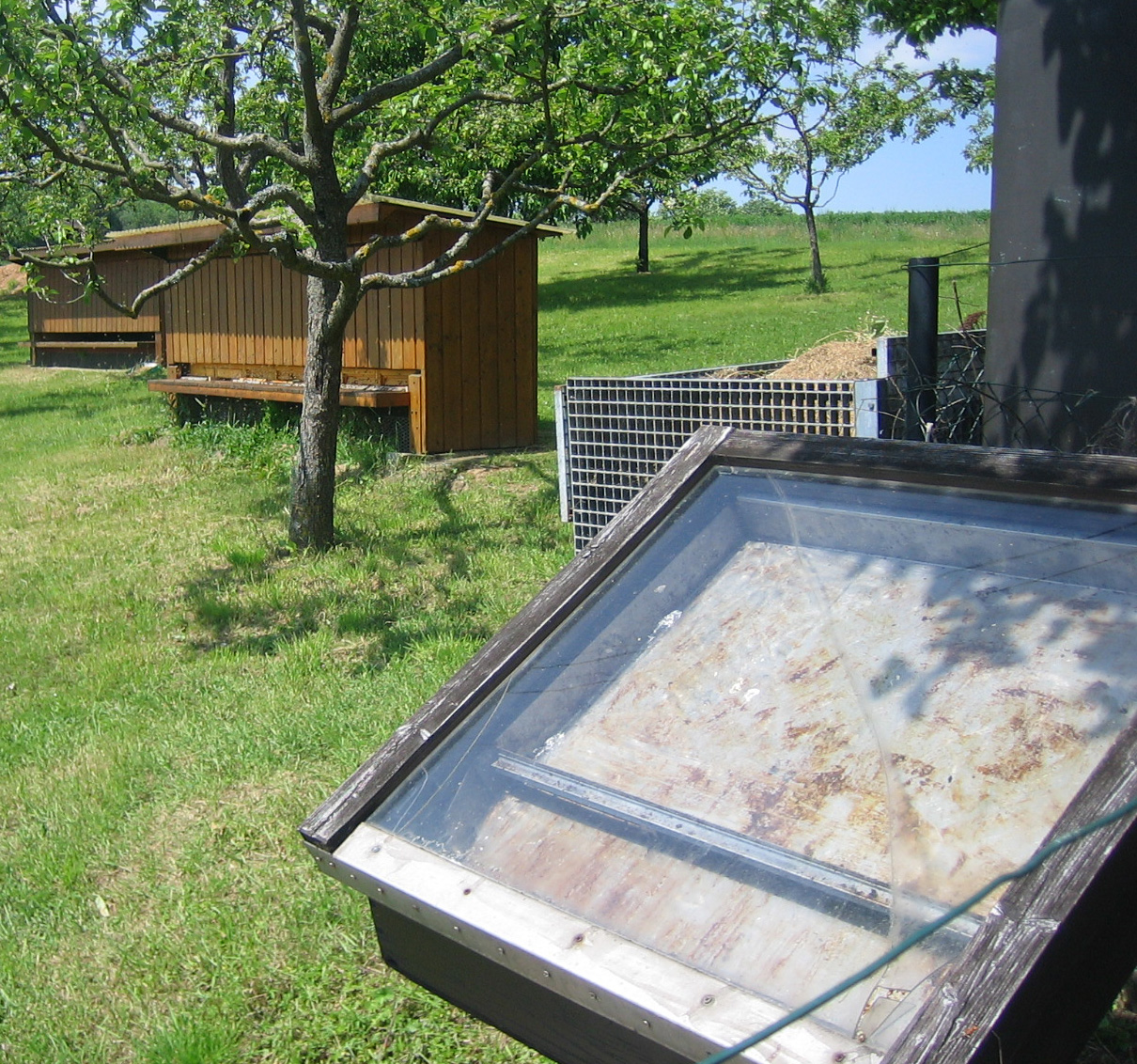
Сонячна воскотопка

Воското́пка — пристрій для отримання воску з бджолиних стільників. Існує багато конструкцій воскотопок: сонячні, парові, водяні, пічні та інші.
Типи воскотопок:
- Сонячна воскотопка — витоплює віск завдяки теплу сонця
- Водяна воскотопка — віск витоплюється завдяки нагріванню води
- Електрична воскотопка — використовується енергія електроструму

Найпростішою воскотопкою є звичайна посудина (наприклад, відро, краще емальоване, або із будь-якого іншого матеріалу, який не взаємодіє із воском та не погіршує його властивості), невеликий полотняний мішок, плоска Дошка, таз і палка в формі качалки. Вимочені стільники кладуться в мішок, опускаються в відро з водою, нагріваються. Потім мішок виймається і віджимається за допомогою качалки в таз з водою. Готовий віск збирають з поверхні води і далі формують в зручні для реалізації зливки.
Ще один варіант: беруться два алюмінієві або емальовані баки приблизно однакового об'єму (до 20 л). В один кладуть сильно подрібнену промиту воскову сировину і обв'язують його марлею в один шар. В другий бак наливають дощову воду на 1/3 або половину, ставлять на джерело тепла (вогонь або електротен) і доводять до кипіння, ставлять на бак з водою бак з сировиною марлею вниз. Ручки зв'язують.
Бак з восковою сировиною накривають ватником, щоб зменшити втрату тепла, і на легкому вогні тримають 2—2,5 години. На другий день виймають з бака охололий круг воску. Якісна воскотопка забезпечує більш повну витопку воску з сировини.